# ویتالی پوتاپنکو
ویتالی پوتاپنکو (اوکراینی: Віталій Миколайович Потапенко؛ زادهٔ ۲۱ مارس ۱۹۷۵) بازیکن بسکتبال اهل اوکراین است.
از باشگاه‌هایی که در آن بازی کرده‌است می‌توان به ساکرامنتو کینگز، بوستون سلتیکس، و سیاتل سوپرسانیکس اشاره کرد.